# Piratosa bicoloripes
Piratosa bicoloripes là một loài nhện trong họ Lycosidae.
Loài này thuộc chi Piratosa. Piratosa bicoloripes được Carl Friedrich Roewer miêu tả năm 1960.